# Eleocharis decoriglumis
Eleocharis decoriglumis är en halvgräsart som beskrevs av Jean Berhaut. Eleocharis decoriglumis ingår i släktet småsäv, och familjen halvgräs. Inga underarter finns listade i Catalogue of Life.